# 술라웨시워티피그
술라웨시워티피그 또는 셀레베스위티피그(Sus celebensis)는 멧돼지속에 속하는 우제류의 일종이다. 인도네시아 술라웨시섬에서 발견된다. 해발 고도 최대 2,500m 지역에서 주로 서식한다.